# Kalbsfond
Kalbsfond (französisch fond de veau) ist eine Grundbrühe, die beim Kochen von Kalbfleisch, Kalbsknochen, Wurzelgemüse (hauptsächlich Zwiebeln, Möhren und Sellerie), Gewürzen und Bouquet garni entsteht und als Grundlage von Saucen und Suppen dient. Die Geschmacksstoffe und die Inhaltsstoffe (z. B. Gelatine) der gegarten Lebensmittel werden dabei unter dem Einfluss von Wärme in salzarmem Wasser ausgekocht, so dass sie in Lösung gehen. Es gibt helle und dunkle Kalbsfonds.

## Herstellung

### Weißer Kalbsfond (fond de veau blanc)
Kleingehackte Kalbsknochen werden blanchiert, dann heiß und nochmals kalt abgespült. Danach werden die Kalbsknochen zum Kochen angesetzt, wobei das Wasser nur simmern darf. Nach der halben Kochzeit werden Salz und Gewürze (wie Lorbeerblatt, Nelken, Pfefferkörner) und Bouquet garni  mitgekocht, je nach Verwendungszweck auch Wurzelgemüse. Der Fond wird während des Kochens entfettet und abgeschäumt, zum Schluss abgeseiht. Wird das Blanchieren der Knochen weggelassen, erhält man einen geschmackreicheren Fond, jedoch wird das Produkt eine trübe Konsistenz haben.

### Brauner Kalbsfond (fond de veau brun)
Kalbsknochen und Kalbsfüße werden gehackt und mit Mirepoix und Tomatenmark angeröstet (je kleiner gehackt, desto mehr Fläche kann angeröstet werden, was die braune Fondfarbe ergibt). Das Ganze wird mehrmals mit Wasser deglasiert (zum Schluss mit Weißwein) und sirupartig eingekocht. Dann wird mit Wasser aufgefüllt und wie beim weißen Kalbsfond vorgegangen.